# Frank Joseph McNulty

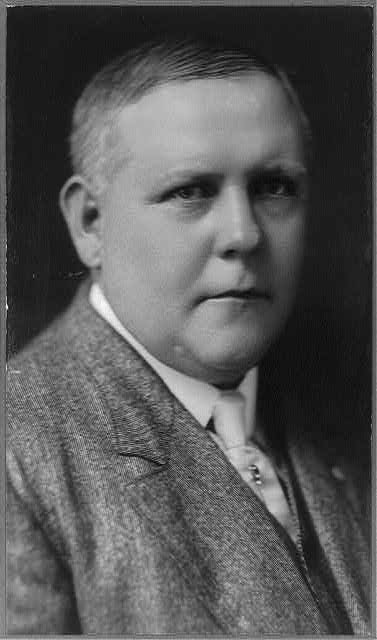
Frank Joseph McNulty (1914)

Frank Joseph McNulty (* 10. August 1872 in Londonderry, Vereinigtes Königreich; † 26. Mai 1926 in Newark, New Jersey) war ein US-amerikanischer Politiker. Zwischen 1923 und 1925 vertrat er den Bundesstaat New Jersey im US-Repräsentantenhaus.

## Werdegang
1876 kam Frank McNulty mit seinen Eltern aus ihrer nordirischen Heimat nach New York City, wo er die öffentlichen Schulen besuchte. Im Jahr 1901 wurde er Vizepräsident der Gewerkschaft der Beschäftigten in der Elektroindustrie (International Brotherhood of Electrical Workers); von 1903 bis 1918 war er deren Präsident. Auch in den folgenden Jahren war er noch auf diesem Gebiet tätig. Während des Ersten Weltkrieges fungierte McNulty als Vizepräsident eines Schlichtungsausschusses in der Eisenbahnindustrie. Zwischen 1917 und 1921 war er auch stellvertretender Leiter der für die öffentliche Sicherheit zuständigen Behörde in Newark.
Politisch war McNulty Mitglied der Demokratischen Partei. Bei den Kongresswahlen des Jahres 1922 wurde er im achten Wahlbezirk von New Jersey in das US-Repräsentantenhaus in Washington, D.C. gewählt, wo er am 4. März 1923 die Nachfolge von Herbert W. Taylor antrat. Da er im Jahr 1924 nicht bestätigt wurde, konnte er bis zum 3. März 1925 nur eine Legislaturperiode im Kongress absolvieren. Nach dem Ende seiner Zeit im US-Repräsentantenhaus nahm McNulty seine früheren Tätigkeiten wieder auf. Er starb am 26. Mai 1926 in Newark.